# Zi
În termeni comuni, ziua poate desemna:
- perioada de timp de la răsăritul la apusul soarelui - cât timp soarele este deasupra orizontului, în opoziție cu noaptea care este perioada de la apusul la răsăritul soarelui;
- perioada de timp de la un miezul (mijlocul) unei nopți la miezul nopții următoare;
- unitatea de măsură pentru timp egală cu durata de la un miezul unei nopți la miezul nopții următoare.

## Astronomie
În astronomie, ziua este considerată perioada de rotație a Pământului în jurul axei sale. Există însă mai multe repere față de care poate fi considerată această mișcare de rotație: față de Soare (ziua solară) sau față de stele (ziua siderală).

### Ziua siderală
Simplificat, ziua siderală este timpul necesar unei rotații complete a Pământului în jurul axei sale, față de un reper inerțial. Ziua siderală are o durată de aproximativ 23 ore 56 de minute 4 secunde. Dacă urmărim mișcarea aparentă a stelelor pe bolta cerească, vom observa că în decurs de o zi siderală ele efectuează o rotație completă, revenind în aceeași poziție.

### Ziua solară
Ziua solară este timpul necesar pentru ca Pământul, în mișcarea sa de rotație, să ajungă din nou cu același meridian îndreptat înspre Soare. Datorită mișcării de revoluție a Pământului, ziua solară este cu aproximativ patru minute mai lungă decât ziua siderală.
Înclinarea axei Pământului pe orbită și viteza neuniformă de deplasare pe orbită a acestui corp ceresc determină variații de ordinul câtorva zeci de secunde ale duratei zilei solare. Din acest motiv, se definește ziua solară medie ca fiind media anuală a duratei zilei solare. Ziua solară medie durează 24 de ore.
Ziua solară medie este cea pe baza căreia este definită data și ora utilizate în viața de zi cu zi. Ziua solară medie aproximează suficient de bine alternanța zilei cu noaptea pentru a fi utilizată în coordonarea activităților umane, iar, pe de altă parte, durata ei este constantă astfel încât curgerea ei să poată fi măsurată cu ajutorul unui ceas.

## Ziua ca unitate de timp
Ziua, considerată ca durată medie între două culminații superioare ale Soarelui, a servit ca unitate de măsură pentru timp, împreună cu subdiviziunile ei, ora (24ore/zi), minutul (1440min/zi) și secunda (86400sec/zi).
În prezent, datorită preciziei ridicate cu care se poate măsura timpul (cu ajutorul ceasurilor atomice), se poate pune în evidență variația duratei zilei solare medii. Ca urmare, ziua solară medie nu mai poate fi utilizată ca unitate de măsură. Ca urmare, ziua ca unitate de măsură pentru timp este definită ca 86400 secunde, cu definiția secundei pe baza proprietăților atomului de cesiu.
Din cauză că mișcarea de rotație a Terrei se încetinește gradual, zilele se prelungesc.
Acesta este motivul pentru care periodic se introduce câte o secundă suplimentară.
Prima secundă suplimentară a fost introdusă în anul 1972, următoarea pe 31 decembrie 2008, iar următoarea pe 30 iunie 2012.